# Референдум в Греции (1920)
Референдум о возвращении короля Константина I был проведен в Греции 5 декабря 1920 года. (22 ноября). Он последовал за смертью 25 октября того же года его сына, короля Александра I. Предложение одобрили 99,0% избирателей. Антивенизелистские промонархические партии выиграли парламентские выборы в ноябре 1920 года, которые и предложили королю вернуться в страну.
Однако современные греческие историки считают референдум сфальсифицированным. Считается, что даже несмотря на то, что во время референдума имели место фальсификации, за возвращение Константина I проголосовало достаточное количество избирателей, что дало легитимацию его власти.
Результат обеспечил и подтвердил засилье антивенизелистского лагеря в стране. Король Константин I вернулся из Венеции на греческом крейсере «Георгиос Авероф», хотя и был подвергнут критике сторонниками Либеральной партии, в то время как лидер либералов Элефтериос Венизелос хранил молчание, находясь в добровольной ссылке за границу.
Против возвращения Константина I выступили державы Антанты (Соединенное Королевство и Франция) из-за его прогерманской позиции во время Первой мировой войны (см. Национальный раскол) и применили экономическую блокаду к Греции.
Франция начала поддерживать кемалистов в войне против Греции, в то время как Великобритания сохраняла пассивную позицию, оказывая греческому королевству только дипломатическую поддержку. Таким образом, его восторженное возвращение было недолгим из-за катастрофических военных событий, последовавших за малоазиатской кампанией 1922 года.

## Результаты
| Выбор                                        | Голоса    | %    |
| -------------------------------------------- | --------- | ---- |
| За                                           | 999,954   | 99.0 |
| Против                                       | 10,383    | 1.0  |
| Недействительных/пустых бюллетеней           | 2,000     | –    |
| Всего                                        | 1,012,337 | 100  |
| Источник: Dieter Nohlen, Philip Stöver, 2010 |           |      |